# Adbiloba
Genre
Adbiloba est un genre de collemboles de la famille des Neanuridae.

## Liste des espèces
Selon Checklist of the Collembola of the World (version du 14 octobre 2019) :
- Adbiloba intermedia Cassagnau, 2000
- Adbiloba leleupi Cassagnau, 2000
- Adbiloba plurichaetosa Cassagnau & Peja, 1979
- Adbiloba prodoni Cassagnau, 1993
- Adbiloba sikkimensis Yosii, 1966
- Adbiloba sokolowi (Philiptschenko, 1926)

## Publication originale
- Stach, 1951 : The Apterygotan fauna of Poland in relation to the world-fauna of this group of insects. Family Bilobidae. Acta Monographica Musei Historiae Naturalis, vol. 4, p. 1-97.